# Moqhaka
Moqhaka (officieel Moqhaka Local Municipality) is een gemeente in het Zuid-Afrikaanse district Fezile Dabi.
Moqhaka ligt in de provincie Vrijstaat en telt 160.532 inwoners.

## Hoofdplaatsen
Het nationaal instituut voor de statistiek, Stats SA, deelt sinds de census 2011 deze gemeente in in 8 zogenaamde hoofdplaatsen (main place):
Kroonstad • Maokeng • Matlwangtlwang • Moqhaka NU • Rammulotsi • Steynsrus • Vierfontein • Viljoenskroon.